# Хенрици, Кристиан Фридрих
Кристиан Фридрих Хенрици (нем. Christian Friedrich Henrici, литературный псевдоним Пика́ндер нем. Picander; 14 января 1700, Штольпен — 10 мая 1764, Лейпциг)
 — немецкий поэт и либреттист.
В 1719 году поступил на факультет права в Виттенбергский университет, на следующий год переехал в Лейпциг, где продолжил образование, в том числе и музыкальное, и подрабатывал частным преподавателем. В 1727 году Хенрици получил должность чиновника почтового ведомства, в 1732 году повышен в должности, а в 1734 году стал комиссаром этого ведомства. В 1740 году Хенрици назначен на должность налогового инспектора, на которой проработал до конца жизни.
С 1721 года публиковал стихи, в том числе сатирического и эротического содержания, под псевдонимом «Пикандер».
Для реабилитации своего поэтического имени Пикандер в 1725 году опубликовал сборник церковных стихов «Sammlung erbaulicher Gedanken». Богемский герцог Франц Антон фон Шпорк (нем.) познакомил его с И. С. Бахом, для которого Хенрици впоследствии работал либреттистом в течение двух десятилетий. Хенрици и Баха связывали не только деловые интересы: так, его первая жена в 1737 году стала крестной матерью дочери Баха Иоганны Каролины. В 1727 году Хенрици опубликовал первый том своих стихов «Ernst-schertzhaffte und satyrische Gedichte», второй и третий тома вышли соответственно в 1729 и 1732 годах. В 1728 году им был опубликован второй сборник церковных стихов «Cantaten auf die Sonn- und Fest-Tage», предназначенный для Баха. В предисловии к сборнику Хенрици пишет, что недостатки его поэтического дара будут возмещены очарованием музыки несравненного Баха.
Для Баха Хенрици написал либретто «Страстей по Матфею», «Страстей по Марку» (BWV244), «Пасхальной оратории» (BWV247), «Оратории Вознесения» (BWV11) и частично «Рождественской оратории» (BWV248), множества кантат (BWV30a, 36a, 120b, 157, 190a, 193a, 201, 205, 213, 212, 216, 244a, 249a, 249b, Anh.3, Anh.4, Anh.4a, Anh.10, Anh.11, Anh.12). «Кофейная кантата» (BWV211) также использует текст Хенрици. Вероятно, Хенрици был автором и некоторых других кантат Баха (BWV19, 27, 49, 56 и пр.), однако точные сведения на этот счёт отсутствуют.